# Arthrocardia duthieae
Arthrocardia duthieae H.W. Johansen, 1969 é o nome botânico de uma espécie de algas vermelhas pluricelulares do gênero Arthrocardia.
São algas marinhas encontradas na África do Sul.

## Sinonímia
- Duthiea setchellii Manza, 1937
- Duthiophycus setchellii (Manza) Tandy, 1938